# Alcanola tympanistis
Alcanola tympanistis is een vlinder uit de familie visstaartjes (Nolidae). De wetenschappelijke naam van de soort is, als Melanographia tympanistis, voor het eerst geldig gepubliceerd in 1900 door George Francis Hampson.

## Type
- holotype: "male. VI.1897. leg. Dudgeon. genitalia slide No. BM Noct 17721"
- instituut: BMNH, Londen, Engeland
- typelocatie: "India, Sikkim, 1800 ft"